# Descubrimiento de Brasil

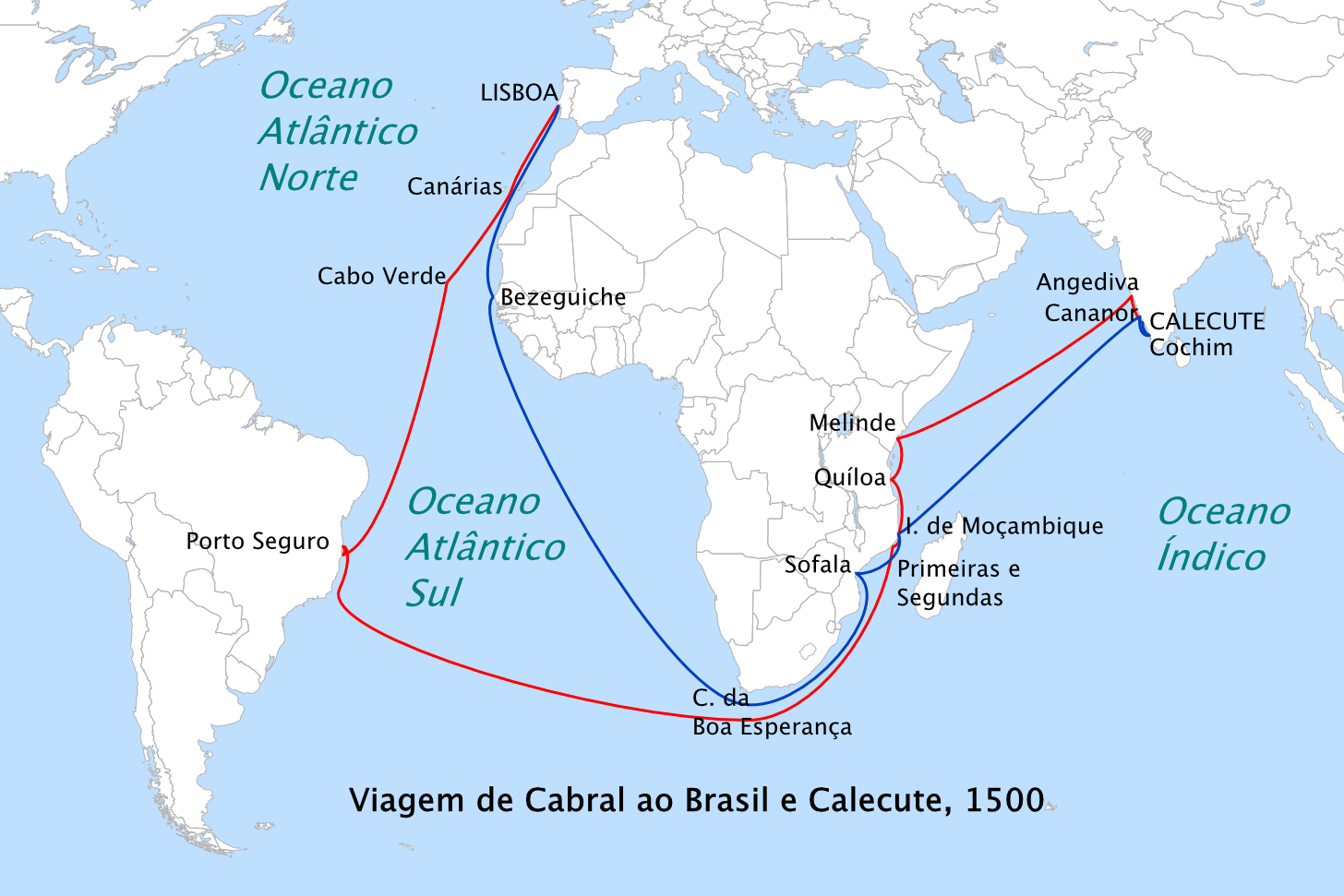
Ruta del viaje de Cabral de Portugal a la India en 1500, de ida (rojo) y de regreso (azul)

La locución descubrimiento de Brasil (en portugués: descobrimento do Brasil) se refiere a la llegada, el 22 de abril de 1500, de la flota comandada por el portugués Pedro Alvares Cabral al territorio del actual Brasil. La palabra «descubrimiento» es utilizada en este caso desde una perspectiva eurocéntrica, refiriéndose estrictamente a la llegada de europeos a las tierras de Brasil actual, que ya estaban habitadas por varios pueblos indígenas. 
Aunque es utilizado casi exclusivamente en relación con el viaje de Cabral, la locución «descubrimiento de Brasil» también puede referirse a la llegada de otros navegantes europeos antes de Cabral, tales como las expediciones documentadas de los españoles Vicente Yáñez Pinzón, el 26 de enero de 1500, y Diego de Lepe en febrero de 1500, y la posibles expediciones de Duarte Pacheco Pereira en 1498 y del florentino Américo Vespucio en 1499.
Por su importancia para la historia del Brasil, la época anterior a éste acontecimiento se ha denominado como «precabralina», término que suele utilizarse en dicho país con preferencia a lo «precolombino» o «prehispánico», no obstante de no reconocerse como sinónimos.

## La armada

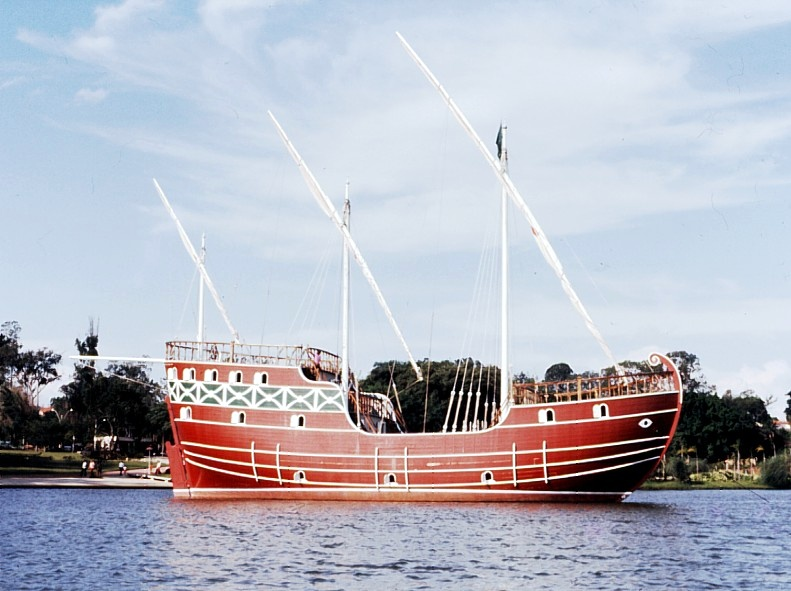
Réplica de la carabela Anunciação, en la ciudad de Campinas, Brasil.

Confirmando el éxito del viaje de Vasco da Gama de encontrar un nuevo camino para las Indias, visto que el Mediterráneo se encontraba bajo la posesión de los moros, el Rey Manuel I de Portugal se apresuró a ordenar la preparación de una nueva flota a las Indias, mejor que la primera, compuesta de trece embarcaciones y más de mil hombres. A excepción de los nombres de dos buques y una carabela, no se sabe cómo se llamaron las naves comandadas por Cabral.
Esta fue la escuadra más grande enviada hasta entonces para la navegación a través del Atlántico: diez buques, tres carabelas y una naveta de comestibles. La Anunciada, comandada por Nuno Leitão da Cunha, perteneció a Don Álvaro de Braganza, hijo del duque de Braganza. Fue equipada con los recursos de Bartolomeo Marchionni, mercader florentin residente en Lisboa y los de Girolamo (o Jerónimo) Sernigi, un banquero florentino que residía en Londres y que había invertido en el comercio de especias. En las cartas que intercambiaron con sus socios y accionistas italianos se ha conservado el nombre de la nave.